# Polyzonieae
Polyzonieae, tribus crvenih algi, dio porodice Rhodomelaceae. Priznato je četiri roda s 13 vrsta.

## Rodovi
1. Cliftonaea Harvey
2. Dasyclonium J.Agardh
3. Echinosporangium Kylin
4. Polyzonia Suhr